# Pseudomys novaehollandiae
Espèce
Statut de conservation UICN

 VU C1+2a(i) : Vulnérable
Pseudomys novaehollandiae est une espèce qui fait partie des rongeurs de la famille des Muridés. C'est une espèce vulnérable.